# ニンガルー・リーフ
座標: 南緯22度33分45秒 東経113度48分37秒 / 南緯22.56250度 東経113.81028度
ニンガルー・リーフ（英語:Ningaloo Reef）は、オーストラリア西海岸のインド洋にある珊瑚礁で、パースの北おおよそ1,200kmに位置する。珊瑚礁の長さは、260kmに達し、オーストラリアでは最大規模の珊瑚礁である。付近にはラグーン、岩石海岸、砂浜、三角江、マングローブもある。
ニンガルー・リーフは、ジンベエザメが一定の期間、生活を営んでいる場所であり、エコ・ツーリズムに関して、活発な議論が行われた場所として知られている。1987年、リーフとその周辺は、ニンガルー海洋公園として指定された。
また、一帯のケープ・レンジ半島の陸上にも大規模な地下洞窟、地下水路のネットワーク、ドリーネ（シンクホール）などからなるカルスト地形があり、ケープ・レンジ国立公園に指定されている。2007年1月8日、UNESCOの世界遺産暫定リストに登録され、2011年6月、世界遺産に登録された。

## 動物相

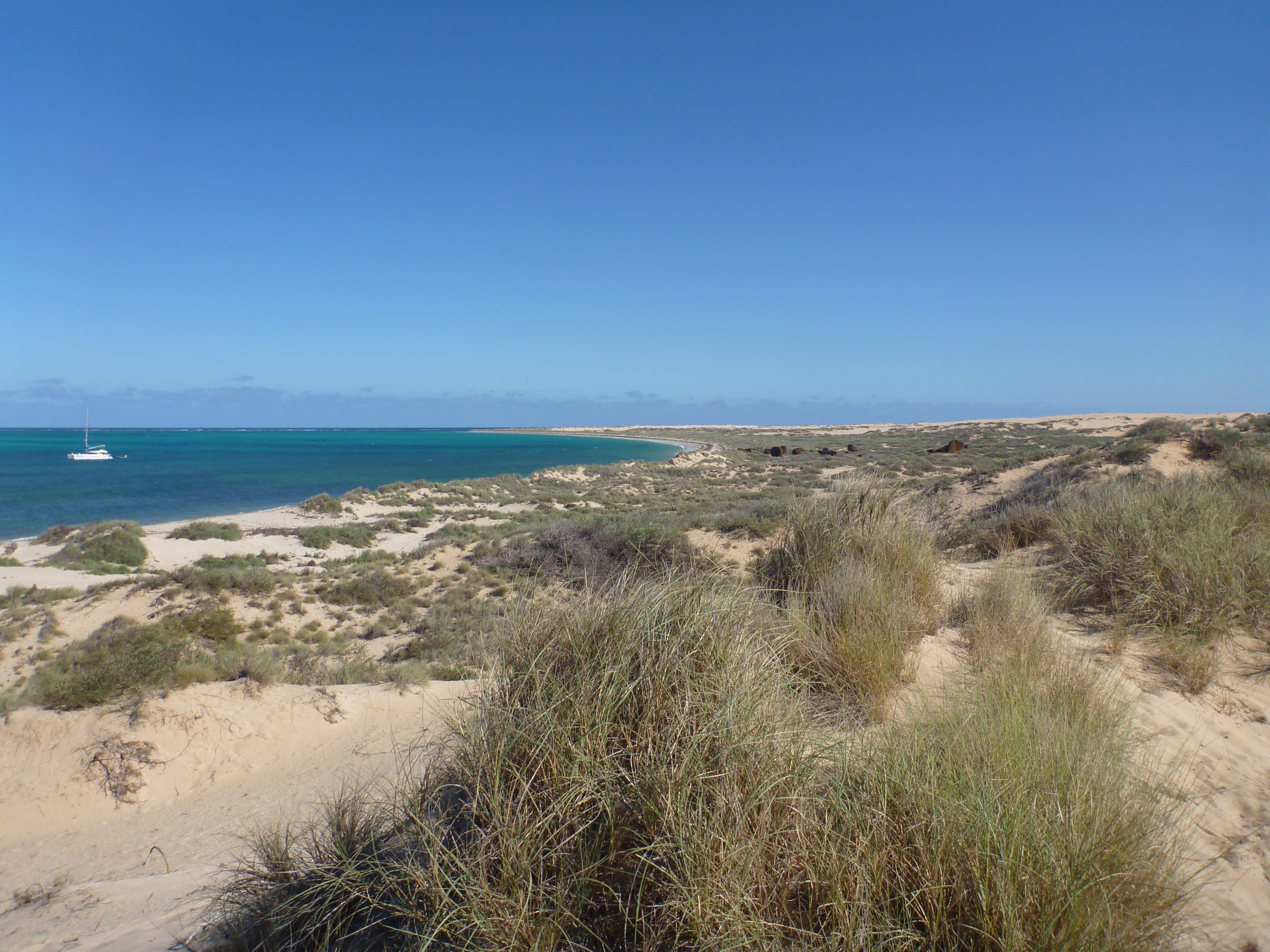
海岸

ニンガルー・リーフは、3月から6月にかけてのサンゴの産卵期に、ジンベエザメが生活を営む場所で有名であるけれども、それ以外にも、サンゴのみならず、ウミガメ、海洋哺乳類などの海洋生物が生息している。冬の間のニンガルー・リーフは、イルカ、ジュゴン、オニイトマキエイ、ザトウクジラが定期的に移動してくる場所ともなる。
ニンガルー・リーフの砂浜はウミガメの大規模な産卵場として重要である。ウミガメ以外にも、700種以上の魚類、300種以上のサンゴ、650種の軟体動物、600種の甲殻類、155種の海綿動物、25種の新種を含む多種の棘皮動物などの海洋性無脊椎動物と1000種以上の海藻が生息している。陸上部分の洞窟システムにも残存する雨林の動物相や水生の小型無脊椎動物などがあり、特に洞窟適応性の洞穴生物の生物多様性が高い。また、地上では乾燥地の爬虫類と維管束植物の多様性も高い。

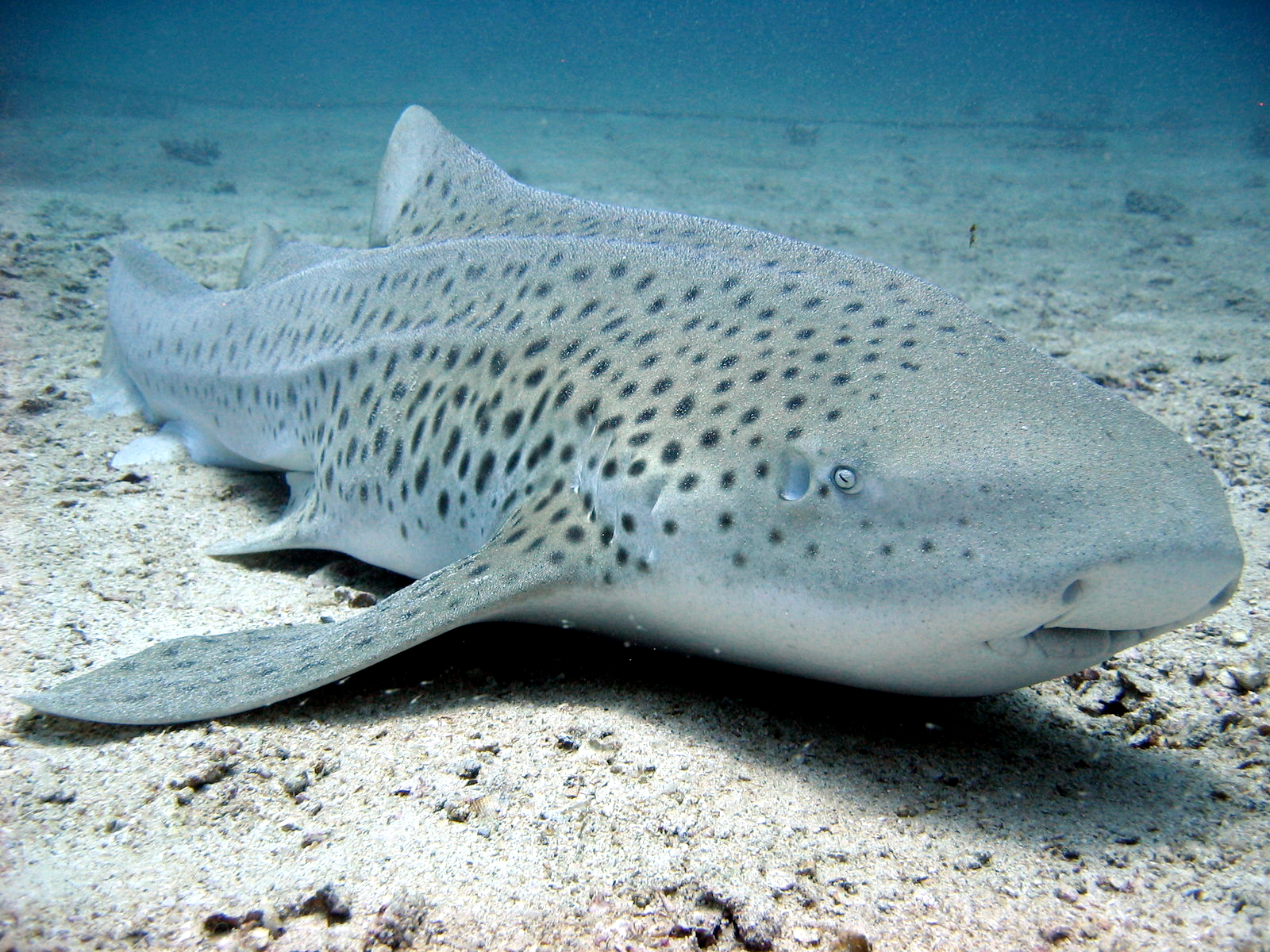
トラフザメ

## 保護運動
2000年代初頭、モーズ・ランディング（Mauds Landing）と呼ばれる地域に、リゾート建設が持ち上がったが、この場所は、ウミガメの繁殖地であった。リゾート建設は、海洋公園全体の価値を減価される可能性があった。
現地の作家であるティム・ウィントン（Tim Winton）は、この計画に反対の立場を示した。2002年、ウィントンが西オーストラリア・プレミアズ・ブック賞（Western Australian Premier's Book Awards）を受賞すると、彼は、珊瑚礁の保護活動のために、25,000ドルを寄付した。
結局、計画されたリゾート建設は中止になったが、開発業者はいまだに、この地域の開発に関心を抱いている。
ただし、一帯は1990年頃まで、オーストラリア軍の主な爆撃演習場の1つであり、現在も防衛用地に指定される区域がある。将来的な爆撃活動の再開の可能性、観光客の増加、密漁、廃水・廃棄物の投棄、地下水の取水、野焼き、牧畜、将来的な炭化水素の採掘、気候変動に伴う海面上昇や海水温の上昇、外来種のキツネ、ネコ、ヤギ、雑草および一部の海洋生物の侵入などは現地の環境に一定の影響を与えている。

## 研究活動
ニンガルー・コラボレーション・クラスターは、2007年に、この地方の研究を行うために開始された。ニンガルー・コラボレーション・クラスターには、オーストラリア連邦科学産業研究機構（CSIRO）やオーストラリア中の大学、たとえば、カーティン工科大学、西オーストラリア大学、オーストラリア国立大学、クイーンズランド大学から研究者が参加している。

## 世界遺産

### 登録基準
この世界遺産は世界遺産登録基準のうち、以下の条件を満たし、登録された（以下の基準は世界遺産センター公表の登録基準からの翻訳、引用である）。
- (7) ひときわすぐれた自然美及び美的な重要性をもつ最高の自然現象または地域を含むもの。
- (10) 生物多様性の本来的保全にとって、もっとも重要かつ意義深い自然生息地を含んでいるもの。これには科学上または保全上の観点から、すぐれて普遍的価値を持つ絶滅の恐れのある種の生息地などが含まれる。